# Ad libitum (uitdrukking)
Ad libitum is een uitdrukking die wordt gebruikt om aan te geven dat een bepaald goed vrij naar keuze beschikbaar is, zonder beperking in de hoeveelheid. De letterlijke betekenis van de Latijnse term is: naar believen. Ad libitum wordt vaak afgekort tot "ad lib.", "ad lib" of "adlib". Een minder vaak voorkomend synoniem is a bene placito. 
De term wordt gebruikt in doktersrecepten en om aan te geven dat een bepaald dier zo veel mag eten of drinken als het wil.